# 莫鲁-达富马萨
莫鲁-达富马萨是巴西圣卡塔琳娜州的一个市镇。总面积83平方公里，总人口16161人，人口密度194.7人/平方公里。